# Laserbeak
Laserbeak es un personaje ficticio de la serie Transformers que actúa en simbiosis con Soundwave. Representa a un cóndor.

## Transformers: Generación 1
Laserbeak es un simbiosis de uno de los Decepticons Soundwave.
Laserbeak es uno de los Decepticons más destacados por su habilidad de infiltrarse como espía y mantener informado a Megatron lo cual Megatron lo aprecia demasiado debido a su destacado espionaje hacia los Autobots debido a su forma pequeña ello le permite infiltrarse en la base de Los Autobots, es ordenado para buscar fuentes de energía en el planeta Tierra así descubriendo pozos, petroleos y toda clase de recurso que les puede ayudar a mantener en incrementacion el Energon, poco tiempo después logra tener un compañero similar a él llamado Buzzsaw.
En el año 2005 Laserbeak hace otra labor de espía muy importante a Los Decepticons en la cual logra descubrir la misión Autobot hacia la Tierra en donde se encontraba Ironhide, Ratchet, Prowl y Brawn lo cual ellos fueron asesinados por los Decepticon en dicho viaje. Los Decepticons pudieron interrumpir la misión para luego invadir Ciudad Autobot y comenzar una de las batallas más violentas de la Tierra, Después de la evolución de Megatron a Galvatron Laserbeak fue reemplazado por Ratbat quien tenía mejor habilidad para misiones espaciales y de espionaje en el Espacio y la Tierra.

## Transformers: Armada
Laserbeak en Transformers Armada es un miembro de los Autobots encabezado por Optimus Prime que tiene tres modos alternos uno es de una cámara, otro es su modo normal de ave y otro es de una pistola laser.

## Transformers Animated
Laserbeak sigue siendo el mismo Simbiosis de Soundwave solo que ahí su modo alterno de transformación es una Guitarra Eléctrica ya que el uso cotidiano del Casete fue totalmente excluido.
Laserbeak apareció más adelante en la 3.ª temporada, durante la batalla de Optimus Prime con Soundwave, Optimus Prime logra agarrar a Laserbeak en el aire para usar su fuerza de Sonido transformándolo forzosamente en su modo alterno de guitarra eléctrica para contrarrestar los ataques de sonido Soundwave. Al final Optimus Prime logra utiliza a Laserbeak para aplastar a Soundwave dejándolo en sus partes componentes. Sin embargo, Laserbeak de alguna manera logra escapar junto con las extracciones de Soundwave.

## Transformers: Dark of the Moon (2011)
En Transformers: el lado oscuro de la luna Laserbeak también es un mensajero, espía y Asesino de los Decepticons, es la primera vez que el Sirviente de Soundwave habla en la película. Su modo alterno es una Computadora SyncMaster BX1931 y a la vez se transforma en un pequeño Autobot (parecido a Bumblebee, de color escarlata), bajo las órdenes de Megatron con la finalidad de matar a algunas personas que conocen el secreto clasificado de Sentinel Prime para que así puedan obtener sus fines, envía a uno de sus servidores humanos para matar a Sam pero este le advierte sobre la amenaza Decepticon en lugar de matarlo sin embargo Laserbeak lo asesina por cumplir las órdenes de Megatron y enseguida va en busca de Sam pero este logra escapar, mientras que Sentinel Prime revela su secreto contra los Autobots y los ataca, Sam va en busca de Carly en la casa de su jefe Dylan Gould pero resulta que el jefe de Carly también trabaja para los Decepticons y con la ayuda de Laserbeak y Soundwave lo extorsionan para que revele los planes que tienen los Autobots a costa de un pequeño insecto ciempiés que se alterna en un reloj para que pueda obedecer a Dylan a cambio de que la dejen con vida a Carly,  en el momento que Sam decide rescatar a Carly junto con Epps. Mediante la aparente muerte de los Autobots, ellos reaparecen en Chicago Illinois (en donde se inicia la batalla final salvándole la vida). Los Autobots le salvan la vida a Sam Witwicky, Robert Epps y compañía de un Decepticon que los estaba atacando, ellos iban a rescatar a Carly quien estaba secuestrada en el edificio de Dylan Gould quien estaba en compañía de Laserbeak, Sam Witwicky junto con Bumblebee van a rescatarla usando un jet Decepticon el cual fue destruido por Leadfoot. Llegando al edificio de Dylan Sam Witwicky llega al lugar en donde estaba Carly y este lo apunta a Dylan con un arma, Laserbeak reaparece y en un intento de asesinarlo Sam cae del edificio en donde estaba Carly es rescatado por Bumblebee por medio del Jet Decepticon que este lo estaba manejando. Laserbeak continuó su intento de Asesinar a Sam pero este en su lucha contra esta ave Decepticon mientras Sam estaba luchando por su vida y forzándose contra este, Sam le coloca su cabeza en el cañón de la nave Decepticon lo cual le grita a Bumblebee para que dispare y Bumblebee sin pensarlo cumple con ese mandato y logra salvarle la vida exterminando a Laserbeak de un disparo dejándolo sin cabeza.

## Transformers Prime
Laserbeak en esta versión Transformers Prime sigue siendo el mismo simbiótico de Soundwave a diferencia que ya no es un casete se secciona desde el pecho sin ningún modo alterno, Soundwave casi siempre lo manda en misiones de secuestro y especialmente en misiones de espionaje (Como en casi todas las franquicias).
- Datos: Q3492920